# Province de Youssoufia
La province de Youssoufia est une subdivision de la région marocaine
de Marrakech-Safi. Créée en 2009, elle a pour chef-lieu Youssoufia et comme gouverneur Abderrahmane Addi.
Ses principaux sites touristiques sont la réserve royale des Gazelles, le lac Zima, le douar Laassasla, la région Hmmer, ainsi que la mosquée et le mausolée Sidi Chiker.